# مشفهة مخططة
مشفهة مخططة (الاسم العلمي:Chiloglanis fasciatus) (بالإنجليزية: Okavango suckermouth)‏ هي نوع من الأسماك تتبع جنس المشفهة من فصيلة الموشوكيات.